# Kantoni departmaja Hautes-Alpes
Sledi seznam 15 kantonov departmaja Hautes-Alpes v Franciji po reorganizaciji francoskih kantonov, ki je začela veljati marca 2015.:
- L'Argentière-la-Bessée
- Briançon-1
- Briançon-2
- Chorges
- Embrun
- Gap-1
- Gap-2
- Gap-3
- Gap-4
- Guillestre
- Laragne-Montéglin
- Saint-Bonnet-en-Champsaur
- Serres
- Tallard
- Veynes